# Свети Ираклид и Мирон
Свети свештеномученици Ираклид и Мирон су хришћански епископи и светитељи. Ираклид и Мирон су били епископи града Тамаса на Кипру. Обојица су пострадали за веру у Исуса Христа. 
Свети Ираклид је рођен на Кипру у селу Лампаду или Лампадисто. Његов отац Јероклеј је био пагански свештеник. Иако је у почетку био незнабожац, након што је угостио апостола Павла, Марка и Варнаву када су обишли његову област, поверовао је и заједно са епископом Мироном ширио хришћанство на Кипру. Ревност и рад који је показао били су толики да га је апостол Павле поставио за епископа Тамасиона на Кипру. Истовремено су, међутим, изазвали непријатељство неверника, који су их, након хапшења, убили бацајући у ватру. Део светитељских моштију налази се у манастиру Светог Ираклија у Политику у Никозији. Његов спомен празнује се заједно са Светим Мироном 17. септембра.